# Acta d'Unió (1707)

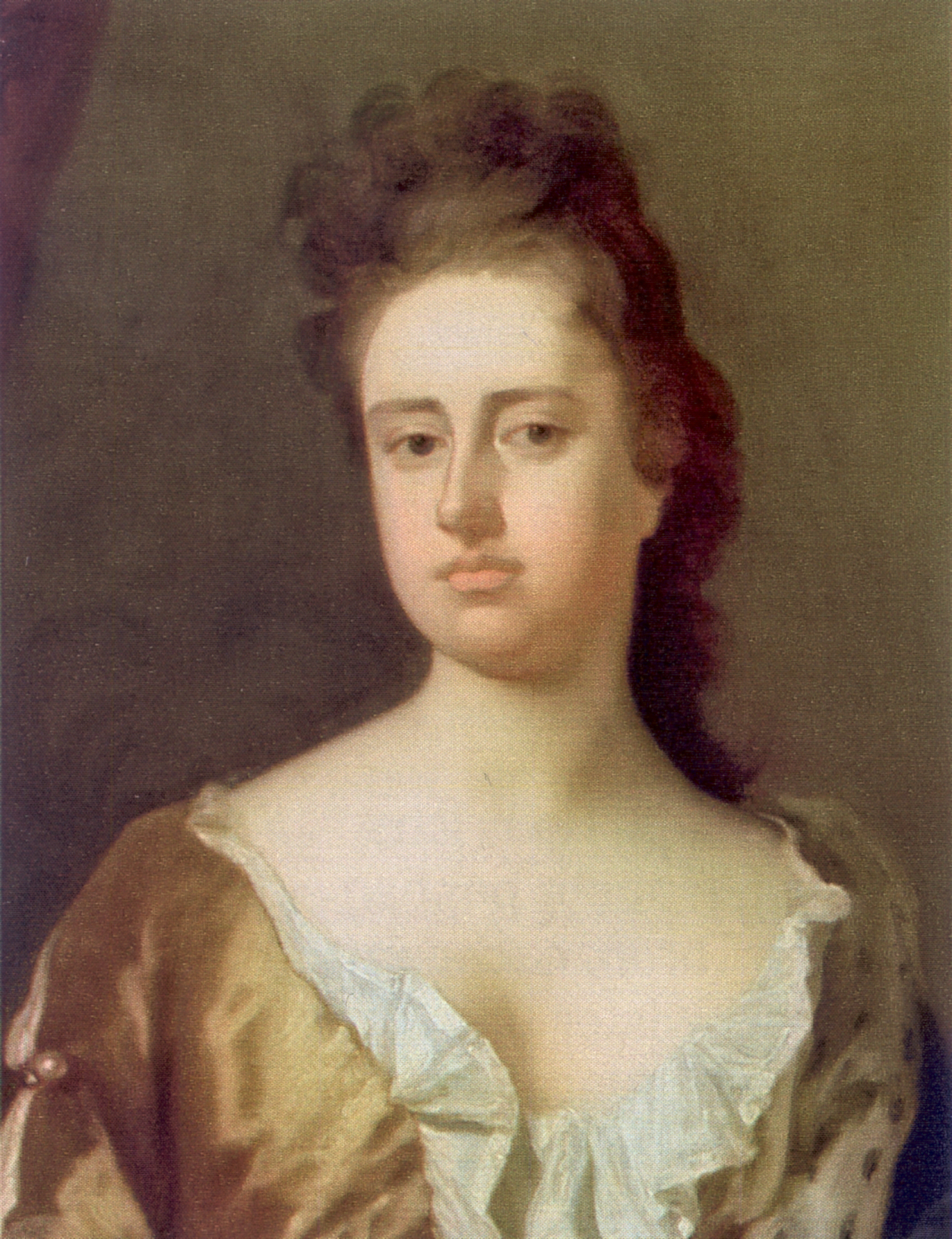
Anna I de la Gran Bretanya.

L'Acta d'Unió de 1707 (en anglès: Acts of Union) fou un seguit de lleis aprovades pels Parlaments del Regne d'Anglaterra i Escòcia entre 1706 i 1707 per implementar la unió jurídica entre els dos països, creant el nou Regne Unit de la Gran Bretanya durant el regnat d'Anna I de la Gran Bretanya.
Mitjançant l'aprovació d'aquestes lleis, que van entrar en vigor l'1 de maig de 1707, es va dissoldre els parlaments nacionals d'aquests dos regnes i se'n va crear un de sol que aglutinava les funcions dels dos desapareguts, denominat Parlament de la Gran Bretanya amb seu al Palau de Westminster.

## Antecedents

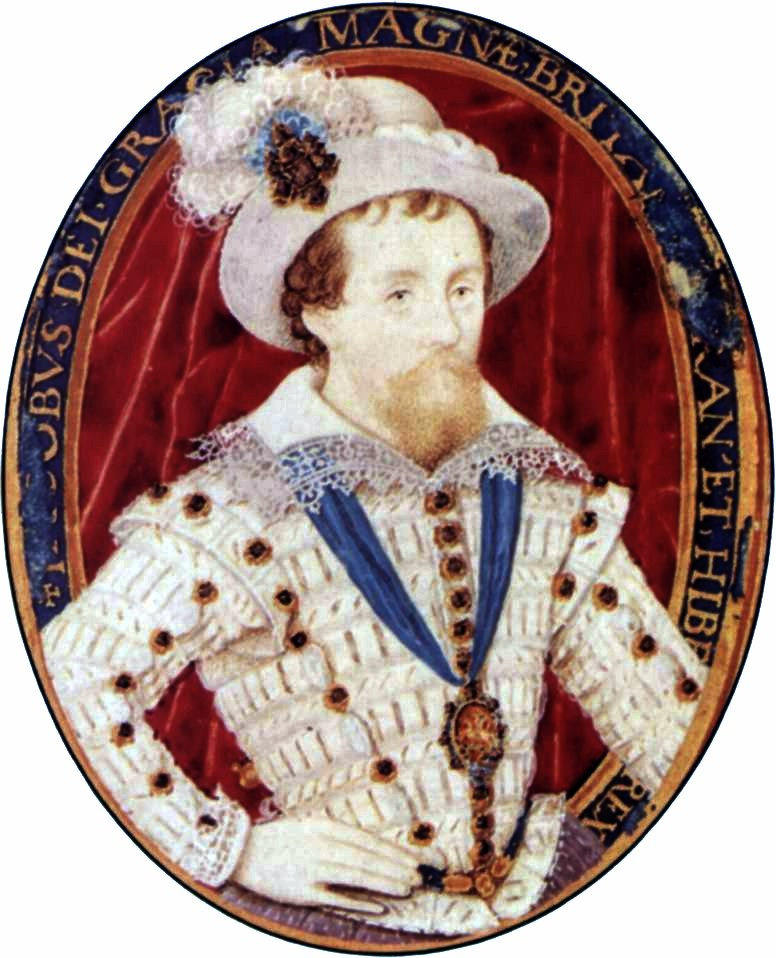
Jaume I d'Anglaterra.

Si bé van existir intents els anys 1606, 1667 i 1689 d'unir als països per mitjà de lleis, aquestes mai van arribar a consumar una unió social, econòmica i cultural que es venia donant des de feia anys. El principal interès del Regne d'Anglaterra de portar a terme la unificació era assegurar-se la successió protestant al tron, de la forma que assenyalava l'Acta d'Establiment de 1701 que excloïa als catòlics d'assumir el tron anglès. Això, tanmateix, era diferent al Regne d'Escòcia, que el 1703 havia adoptat l'Acta de Seguretat, que només assegurava la presència d'un monarca protestant, sense que necessàriament fos l'hereu de la Casa Hannover descendent de Sofia del Palatinat. El fracàs del 1695 Pla Darién d'establir un assentament escocès a l'istme de Panamà, en què es va perdre una quarta part del capital escocès, va acabar amb les esperances escoceses d'establir el seu propi imperi a l'estranger i va persuadir els governs tant d'Anglaterra com d'Escòcia dels mèrits d'una unió de països, en lloc de només corones.
La signatura d'aquesta Acta fou la realització concreta de la unió entre els dos regnes britànics, una unió que fins a l'any 1707 havia estat tan sols personal sota la dinastia Stuart iniciada per Jaume VI d'Escòcia l'any 1603, en esdevenir rei d'Anglaterra amb el nom de Jaume I d'Anglaterra.

## Raó de ser
Aquesta Acta fou dissenyada per evitar la separació dels dos regnes a la mort de la reina Anna I d'Anglaterra (fet que es va produir el 1714). Així durant la Revolució Gloriosa de 1688 el rei catòlic Jaume II d'Anglaterra i VII d'Escòcia fou derrocat per la seva filla Maria II i el marit d'aquesta, Guillem d'Orange. A la mort d'aquest últim, ocorreguda l'any 1702, la segona filla de Jaume II, Anna I, aconseguí el tron. El fet de no tenir fills vius (el seu únic fill havia mort el 1700) i les pretensions de Jaume Estuard el Vell pretendent, fill del segon matrimoni de Jaume II i que ostentà el títol de príncep de Gal·les entre 1688 i 1701. La professió de la religió catòlica per part del pretendent el fa excloure de la línia de successó al tron d'Anglaterra, esdevenint el seu cosí llunyà Jordi de Hannover hereu del tron mitjançant l'acord anomenat Acta d'Establiment de 1701.

## Tramitació

La primera bandera de la Unió.

La versió escocesa de la Bandera. Utilitzada fins a la unió amb Irlanda.

### Regne d'Escòcia
L'acta (o tractat com era anomenat a Escòcia) consistia en 25 articles, dels quals 15 es referien a matèries econòmiques. Cadascun d'ells va ser votat per separat, i la discussió sobre diverses normes va ser derivada a comissions especialitzades. L'article primer es fundava en principi polític de la unificació de les corones i va ser aprovat el 4 de novembre de 1706. Amb la finalitat de minimitzar l'oposició de l'Església d'Escòcia, una clàusula va ser establerta per assegurar la presència i seguretat del clergat presbiterià. El tractat en general va ser aprovat el 16 de gener de 1707 per una majoria de 110 vots contra 67.
El triomf dels "unionistes" al Parlament d'Escòcia ha de ser atribuït més a la falta de cohesió, debilitat i desídia entre les faccions contràries que a la pròpia voluntat de la unificació. Els vots combinats del "Partit de la Cort" (a favor de l'Acta) ajudats dels vots del "Squadrone Volant" van ser suficients per assegurar l'aprovació final de la llei. Molts d'ells havien invertit fortes sumes de diners en l'aventura colonial, i tenien l'esperança de rebre una compensació per les seves pèrdues. L'article 14 del tractat assegurava més de 398.000 lliures esterlines perquè els escocesos responguessin pel deute públic.
El suborn fou present en les votacions, així prop de 20.000 lliures van ser lliurades al Baró de Glasgow per a ser distribuïdes entre els parlamentari, sent el comissionat parlamentari de la reina Anna I el que va rebre la major part del fons (12.325 lliures). D'aquesta suma gran part es va utilitzar per al pagament d'espies i agents provocadors.
Part de la normativa aprovada establia l'enviament de membres dels llinatges escocesos a la Cambra dels Lords com a "Lords representants". Així mateix es va garantir la independència de l'Església d'Escòcia, i es va establir la unió duanera i monetària. D'aquesta forma Escòcia va retenir la seva independència en matèria legal, religiosa i educativa.

### Regne d'Anglaterra
La tramitació al Palau de Westminster (seu del Parlament del Regne d'Anglaterra) va ser molt més tranquil·la que no pas a Escòcia. El Parlament es trobava dominat per la facció whig que donava suport l'establiment de la Casa de Hannover. Per la seva banda, les objeccions dels tories van ser més contra la unió massiva amb un país predominantment presbiterià i no pas anglicà. Malgrat això, la clàusula que assegurava la religió a Escòcia havia estat aprovada prèvia i especialment per a prosseguir en els passos de la unió.